# Mathematik ohne Grenzen
Mathematik ohne Grenzen ist ein internationaler Mathematikwettbewerb für Klassenteams der Klassenstufen 10 und 11, an Schulen mit dem Abitur nach zwölf Jahren auch für die Klassenstufe 9, in einem Juniorwettbewerb auch für die Klassenstufen 5 und 6. Seit der Gründung des Wettbewerbes Mathématiques sans Frontières 1989 in Straßburg wuchs die Anzahl der teilnehmenden Schüler sowie der Länder, in denen der Wettbewerb angeboten wurde.

## Geschichte
Der Wettbewerb wurde an der Akademie von Straßburg unter dem Namen Mathématiques sans Frontières gegründet und 1989 erstmals durchgeführt. Seit 1990 nehmen deutsche Schüler teil. 2009 wurde die Teilnahme für fünfte und sechste Klassen in einem Junior-Wettbewerb ermöglicht.
Die Zahl der Teilnehmer lag zwei Jahre nach Gründung des Wettbewerbes bei knapp 15.000, 2002 waren es über 120.000 und im Jahr 2011 über 185.000 Schüler und Schülerinnen. Gleichfalls stieg die Anzahl der teilnehmenden Länder; waren es 1993 noch 13 Länder, wird der Wettbewerb inzwischen für über 30 verschiedene Nationen angeboten (Stand 2010).

## Durchführung
Während die Aufgaben zentral von einem Komitee in Straßburg gestellt werden, wird die Auswertung und Preisverleihung regional durchgeführt.
Da Klassen verschiedener Altersstufen antreten, haben höhere Klassen in der gleichen Zeit zusätzliche Aufgaben zu lösen als Klassen niedrigerer Stufen. Bei der Auswertung erfolgt eine Unterscheidung zwischen den verschiedenen Klassenstufen.
Neben dem eigentlichen Wettbewerbstermin gibt es jedes Jahr einen Probetermin.

## Aufgaben
Die Aufgaben wurden früher für Schüler der 10. und 11. Klasse entwickelt. Heute werden sie als Folge des 8-jährigen Gymnasiums für 9. und 10. Klassen verfasst. Da innerhalb der teilnehmenden Klassen mehrere Teams antreten, gibt es Aufgaben in verschiedenen Schwierigkeitsgraden. So gibt es zum Beispiel auch praxisorientierte Konstruktions- und Bastelaufgaben, deren Lösungen weniger Punkte erhalten, für Schüler mit geringeren Leistungen in theoretischen Bereichen der Mathematik.
Eine Aufgabe ist in mehreren Fremdsprachen formuliert und muss auch in einer der betreffenden Fremdsprachen gelöst werden.